# Geslau
Geslau ist eine Gemeinde im mittelfränkischen Landkreis Ansbach und zählt zur Metropolregion Nürnberg.

## Geographie

### Geographische Lage
Geslau liegt im Naturpark Frankenhöhe etwa 10 km östlich von Rothenburg ob der Tauber. Durch die Gemeinde fließt der Kreuthbach.

### Nachbargemeinden
Nachbargemeinden sind: (Aufzählung im Uhrzeigersinn, im Norden beginnend)
- Windelsbach
- Colmberg
- Leutershausen
- Buch am Wald
- Gebsattel
- Neusitz

### Gemeindegliederung
Es gibt 14 Gemeindeteile (in Klammern ist der Siedlungstyp angegeben):
- Aidenau (Dorf)
- Dornhausen (Dorf)
- Geslau (Pfarrdorf)
- Gunzendorf (Dorf)
- Hürbel (Dorf)
- Kreuth (Dorf)
- Lauterbach (Dorf)
- Oberbreitenau (Dorf)
- Oberndorf (Dorf)
- Reinswinden (Weiler)
- Schwabsroth (Dorf)
- Steinach am Wald (Weiler)
- Stettberg (Kirchdorf)
- Unterbreitenau (Weiler)

Die Einöde Neumühle zählt zum Gemeindeteil Gunzendorf.
Es gibt auf dem Gemeindegebiet die Gemarkungen Dornhausen, Geslau, Gunzendorf, Schwabsroth und Stettberg. Die Gemarkung Geslau hat eine Fläche von 5,557 km². Sie ist in 773 Flurstücke aufgeteilt, die eine durchschnittliche Fläche von 7188,56 m² haben.

## Geschichte

### Bis zur Gemeindegründung
Der Ort wurde 1216 als „Gesselere“ erstmals namentlich erwähnt. Erst 1528/29 wurde die heutige Form „Geslau“ bezeugt. Der Ortsname bedeutet: der in der Gasse wohnt. Er kann sich aber auch auf einen Personennamen wie "Geso" und die Siedlungsbezeichnung -lar, -lohr beziehen.
Im 16-Punkte-Bericht des brandenburg-ansbachischen Oberamts Colmberg von 1608 wurden für Geslau 26 Mannschaften verzeichnet: 23 Anwesen unterstanden dem Kastenamt Colmberg, 2 Anwesen Wolff Balthasar von Seckendorff und 1 Anwesen dem hohenlohe-schillingsfürstischen Amt Schillingsfürst. Das Hochgericht übte das Vogtamt Colmberg aus.
Geslau wurde nach 1650 zur neuen Heimat von rund 70 österreichischen Exulanten, die ihre Heimat als Glaubensflüchtlinge hatten verlassen müssen und hier zum Wiederaufbau nach den Verheerungen des Dreißigjährigen Krieges beitrugen.
Im 16-Punkte-Bericht des Oberamts Colmberg von 1681 wurden für Geslau 31 Mannschaften verzeichnet: 28 Anwesen unterstanden dem Kastenamt Colmberg und 1 Anwesen dem Amt Schillingsfürst. Die 2 Seckendorffischen Anwesen unterstanden nun dem Juliusspital Würzburg.
Gegen Ende des 18. Jahrhunderts bestand Geslau aus 40 Anwesen. Das Hochgericht und die Dorf- und Gemeindeherrschaft übte weiterhin das Vogtamt Colmberg aus. Grundherren waren das Kastenamt Colmberg (36 Anwesen: 5 Halbhöfe, 9 Köblergüter, 1 Köblergut mit Backgerechtigkeit, 1 Köblergut mit Mühle, 1 Köblergut mit Schmiede, 9 Söldengütlein, 1 Söldengütlein mit Backrecht, 2 Tafernwirtschaften, 1 Haus, 1 Leerhaus; die Abgaben folgender Güter gingen an die Pfarrpfründe Colmberg: 1 Köblergut, 1 Köblergut mit Backrecht, 2 Söldengütlein, 1 Bad-Söldengütlein), das Amt Schillingsfürst (1 Hof) und das Verwalteramt Burgbernheim des Juliusspitals Würzburg (1 Hof, 2 Halbhöfe). Neben den Anwesen gab es noch herrschaftliche Gebäude (Zehntscheune der Rieterischen Stiftungsverwaltung Kornburg), kirchliche Gebäude (Pfarrkirche, Widdumgut) und kommunale Gebäude (Schulhaus, Kuhhirtenhaus, Ochsenhirtenhaus, Brechhaus).
Im Jahre 1792 wurde das Fürstentum Ansbach von Preußen erworben, zu dem auch Geslau gehörte.  Von 1797 bis 1808 unterstand der Ort dem Justizamt Leutershausen und Kammeramt Colmberg.
Als Teil des Fürstentums fiel Geslau im Vertrag von Paris (Februar 1806) durch Tausch an Bayern. Im Rahmen des Gemeindeedikts wurde 1808 der Steuerdistrikt Geslau gebildet, zu dem Gunzendorf, Aidenau, Dornhausen, Kreuth, Neumühle und Steinach am Wald gehörten. Die Ruralgemeinde Geslau entstand 1810 und war deckungsgleich mit dem Steuerdistrikt. Sie war in Verwaltung und Gerichtsbarkeit dem Landgericht Leutershausen zugeordnet und in der Finanzverwaltung dem Rentamt Colmberg. Mit dem Zweiten Gemeindeedikt (1818) wurden drei Ruralgemeinden gebildet:
- Dornhausen mit Kreuth;
- Geslau;
- Gunzendorf mit Aidenau, Neumühle und Steinach am Wald.

Von 1862 bis 1879 gehörte Geslau zum Bezirksamt Ansbach, ab 1880 zum Bezirksamt Rothenburg ob der Tauber (1939 in Landkreis Rothenburg ob der Tauber umbenannt). Die Gerichtsbarkeit blieb beim Landgericht Leutershausen, von 1880 bis 1973 war das Amtsgericht Rothenburg ob der Tauber zuständig, das seit 1973 eine Zweigstelle des Amtsgerichts Ansbach ist. Die Finanzverwaltung wurde 1880 vom Rentamt Rothenburg ob der Tauber übernommen (1919 in Finanzamt Rothenburg ob der Tauber umbenannt, seit 1973 Zweigstelle des Finanzamts Ansbach). Die Gemeinde hatte 1964 eine Gebietsfläche von 5,587 km².
In den Jahren 1958–1972 wurde eine Flurbereinigung durchgeführt. Am 1. Juli 1972 wurde Geslau im Zuge der Gebietsreform in Bayern in den Landkreis Ansbach eingegliedert.

### Eingemeindungen
Anlässlich der Gebietsreform in Bayern wurden am 1. Januar 1972 die Gemeinden Dornhausen, Gunzendorf, Schwabsroth und Stettberg eingegliedert. Am 1. Juli 1972 kam der Gemeindeteil Hürbel der aufgelösten Gemeinde Bieg dazu.

### Einwohnerentwicklung
Im Zeitraum 1988 bis 2018 stieg die Einwohnerzahl von 1290 auf 1319 um 29 Einwohner bzw. um 2,3 %.
Gemeinde Geslau
| Jahr      | 1987   | 2005 | 2007   | 2008   | 2009   | 2010   | 2011   | 2012   | 2013   | 2014   | 2015   | 2016   | 2020   |
| Einwohner | 1282   | 1411 | 1413   | 1394   | 1360   | 1351   | 1364   | 1358   | 1344   | 1362   | 1322   | 1323   | 1339   |
| Häuser    | 362    |      |        |        |        |        | 426    | 427    | 428    | 431    | 431    | 435    | 454    |
| Quelle    | [ 19 ] |      | [ 20 ] | [ 20 ] | [ 20 ] | [ 20 ] | [ 20 ] | [ 20 ] | [ 20 ] | [ 20 ] | [ 20 ] | [ 20 ] | [ 20 ] |

Ort Geslau (= Gemeinde Geslau bis zur Gebietsreform)
| Jahr      | 1818   | 1840   | 1852   | 1855   | 1861   | 1867   | 1871   | 1875   | 1880   | 1885   | 1890   | 1895   | 1900   | 1905   | 1910   | 1919   | 1925   | 1933   | 1939   | 1946   | 1950   | 1952   | 1961   | 1970   | 1987   |
| Einwohner | 273    | 276    | 317    | 315    | 306    | 292    | 309    | 303    | 303    | 307    | 303    | 299    | 287    | 296    | 335    | 321    | 309    | 290    | 278    | 395    | 393    | 361    | 336    | 356    | 470    |
| Häuser    | 50     | 47     |        |        |        |        | 49     |        |        | 60     | 60     |        | 58     |        |        |        | 57     |        |        |        | 66     |        | 69     |        | 128    |
| Quelle    | [ 21 ] | [ 22 ] | [ 23 ] | [ 23 ] | [ 24 ] | [ 25 ] | [ 26 ] | [ 27 ] | [ 28 ] | [ 29 ] | [ 30 ] | [ 31 ] | [ 32 ] | [ 31 ] | [ 33 ] | [ 31 ] | [ 34 ] | [ 31 ] | [ 31 ] | [ 31 ] | [ 35 ] | [ 31 ] | [ 15 ] | [ 36 ] | [ 19 ] |

## Politik
Die Gemeinde ist Mitglied der Verwaltungsgemeinschaft Rothenburg ob der Tauber.

### Gemeinderat
Der Gemeinderat setzt sich aus 12 Mitgliedern zusammen. Aus den Ergebnissen der letzten Kommunalwahlen ergaben sich folgende Sitzverteilungen:
| Partei/Wählergruppe                        | Sitze | Sitze |
| Partei/Wählergruppe                        | 2020  | 2014  |
| ------------------------------------------ | ----- | ----- |
| WG Geslau und Umgebung/Waldgemeinde Geslau | 12    | 12    |
| Wahlbeteiligung (in %)                     | 69,7  | 77,0  |

### Bürgermeister
Richard Strauß ist Bürgermeister von Geslau. Er wurde am 15. März 2020 mit 92,4 % der Stimmen wiedergewählt.

### Wappen und Flagge
Wappen
| Wappen von Geslau | Blasonierung: „In Silber unter silbernem Schildhaupt, darin nebeneinander fünf wachsende grüne Nadelbäume, ein golden bewehrter roter Adler mit goldenen Kleestängeln auf den Flügeln.“ |
| Wappen von Geslau | Wappenbegründung: Der Adler mit den Kleestängeln auf den Flügeln ist das Wappentier der brandenburgischen Markgrafen und erinnert an deren Herrschaft im Gemeindegebiet. Die fünf Nadelbäume repräsentieren zum einen die fünf Orte sowie die geografische Lage der Gemeinde am westlichen Rand der Frankenhöhe. Dieses Wappen wird seit 1987 geführt. |

Flagge
Die Gemeindeflagge ist rot-weiß-rot.

## Verkehr
8 km westlich des Hauptortes befindet sich der Autobahnanschluss Rothenburg an die Bundesautobahn 7 (AS 108). Von West nach Ost verläuft die Staatsstraße 2250 durch das Gemeindegebiet und nördlich an Geslau vorbei. Sie ist hier Teil der Burgenstraße. Die Kreisstraße AN 7 führt die St 2250 kreuzend nach Windelsbach (3,6 km nördlich) bzw. nach Schwabsroth (1 km südwestlich). Gemeindeverbindungsstraßen führen nach Lauterbach (2,3 km südöstlich) und nach Kreuth (1,6 km südöstlich).
Die Gemeinde wird von fünf Buslinien erschlossen, die die Orte mit der Kreisstadt Ansbach, nahegelegenen Bahnhöfen und den Nachbargemeinden verbinden.

## Persönlichkeiten
- Johann Gundel (1844–1915), Vater des berühmten ungarischen Kochs Károly Gundel
- Rudolf Schwemmbauer (1943–2022), Landrat des Landkreises Ansbach von 2002 bis 2012, Bürgermeister von 1978 bis 2002, Ehrenbürger seit 2013